# Noordelijk kampioenschap hockey heren 1936/37
Het Noordelijk kampioenschap hockey heren 1936/37 was de 9e editie van deze Nederlandse veldhockeycompetitie. 
Groningen, de combinatie van het aloude DBS en GHC, werd zoals verwacht kampioen. De Groningers werden zo sterk geacht dat hun tweede elftal ook mee mocht doen in de noordelijke promotieklasse. Dit met weinig succes. Nieuwkomer GHBS eindigde op een verdienstelijke derde plaats.  

## Promotie en degradatie
In de promotie/degradatiewedstrijden eindigden Groningen II en HVA uit Assen, kampioen van de tweede klasse A, gelijk. MHV uit Meppel, kampioen van de tweede klasse B, kwam er niet aan te pas. Besloten werd om volgend seizoen zowel Groningen II als HVA in de promotieklasse uit te laten komen. Deze werd daarmee het volgend seizoen van zes naar zeven verenigingen uitgebreid. In de derde klasse werd Dash uit Hoogezand kampioen.

## Eindstand
| pos | club         | gs | w | g | v | pnt | dv | dt | ds  |
| --- | ------------ | -- | - | - | - | --- | -- | -- | --- |
| 1.  | Groningen    | 10 | 8 | 2 | 0 | 18  | 38 | 9  | +29 |
| 2.  | HCW          | 10 | 5 | 2 | 3 | 12  | 23 | 15 | +8  |
| 3.  | GHBS         | 10 | 5 | 1 | 4 | 11  | 20 | 23 | -3  |
| 4.  | LHC          | 10 | 1 | 5 | 4 | 7   | 14 | 21 | -7  |
| 5.  | Rap.         | 10 | 3 | 1 | 6 | 7   | 10 | 32 | -22 |
| 6.  | Groningen II | 10 | 2 | 1 | 7 | 5   | 21 | 26 | -5  |

1928/29 · 1929/30 · 1930/31 · 1931/32 · 1932/33 · 1933/34 · 1934/35 · 1935/36 · 1936/37 · 1937/38 · 1938/39 · 1939/40 · 1940/41 · 1941/42 · 1942/43 · 1943/44 · 1944/45 · 1945/46 · 1946/47 · 1947/48 · 1948/49 · 1949/50 · 1950/51 · 1951/52 · 1952/53 · 1953/54 · 1954/55 · 1955/56 · 1956/57 · 1957/58 · 1958/59 · 1959/60 · 1960/61 · 1961/62 · 1962/63 · 1963/64 · 1964/65 · 1965/66 · 1966/67 · 1967/68 · 1968/69 · 1969/70 · 1970/71 · 1971/72 · 1972/73